# 扎龙镇
扎龙鎮是中国黑龙江省齐齐哈尔市铁锋区下辖的一个鎮，1978年建扎龙公社，1984年置乡，2012年升格為鎮，位于区境东南部。

## 行政区划
扎龙镇下辖以下地区：
扎龙村、哈拉乌苏村、克钦村、长沟村、边屯村、查罕诺村、宛屯村、向阳村、先锋村、胡屯村、卢屯村和四家子村。